# Frances Theodora Parsons
Frances Theodora Parsons (5 de desembre de 1861 - 10 de juny de 1952) va ser una autora nord-americana i naturalista activa als Estats Units durant el final del segle XIX i principis del segle XX. Va escriure diversos llibres, inclosa una guia popular sobre les flors silvestres americanes.
Publicava com a Mrs. William Starr Dana.

## Primera vida i educació
Frances Theodora Smith va néixer a Denton Smith, a Nova York el 1861.
Va desenvolupar el seu interès per les plantes i flors silvestres durant els estius que va passar a la casa dels seus avis materns situada entre el riu Hudson i les muntanyes Catskill prop de Newburgh, Nova York.
Va tenir una germana, Alice Josephine (1859–1909), que també es va convertir en artista i més tard va il·lustrar dos dels seus llibres. Va ser educada de manera privada a la Miss Comstock's School.

## Carrera
En l'edat adulta, les seves aficions botàniques van romandre una mica latents fins després de la mort del seu primer marit. Durant el seu període de dol, una amiga de Parsons, l'il·lustradora Marion Satterlee, va animar-la a fer llargues passejades pel camp de Nova York amb ella. Aquests passejos van reavivar l'amor de Parsons pels flors silvestres i la van empènyer a escriure un llibre que havia contemplat durant molt de temps: How to Know the Wild Flowers (1893). Va ser la primera guia de camp de flors silvestres d'Amèrica del Nord i proporcionava detalls botànics i la tradició per a gairebé cinc-centes plantes amb flors. La primera impressió es va esgotar en cinc dies i va romandre immensament popular durant tot el segle XX. El llibre va obtenir respostes favorables de Theodore Roosevelt i Rudyard Kipling, entre d'altres. L'obra va passar per diverses edicions en vida de Parsons i s'ha mantingut imprès al segle XXI.
Sis anys més tard de la mort del seu primer marit, es va casar amb James Russell Parsons, amb qui va tenir un fill, Russell i una filla, Dorothea, que va morir quan era petita. James va morir el 1905 en un accident d'automòbil a la Ciutat de Mèxic i Parsons es va traslladar a la ciutat de Nova York, on es va convertir en una defensora activa del Partit Republicà i del Partit Progressista. Va ocupar diversos càrrecs oficials en comitès de partits i va dirigir l'èxit de la campanya de Fiorello H. La Guardia per convertir-se en presidenta de la Junta de Regidors de Nova York. També va ser una defensora del sufragi femení.
El segon llibre de Parsons, Segons la temporada (1894), era un compendi d'escriptures de natura que havia publicat anteriorment a The New York Tribune.
El seu tercer llibre, Plants and Their Children (1896), estava pensat per a nens i va ser catalogat com un dels 50 millors llibres infantils de l'època.
El 1899, Parsons va publicar How to Know the Ferns, un acompanyant de la seva primera guia. L'escriptura d'aquest llibre va ser motivada en gran part per les dificultats financeres del seu marit.
Després del seu quart llibre, Parsons va deixar d'escriure durant diverses dècades. El 1952, als 90 anys, va publicar unes memòries, Perchance Some Day.

## Llibres

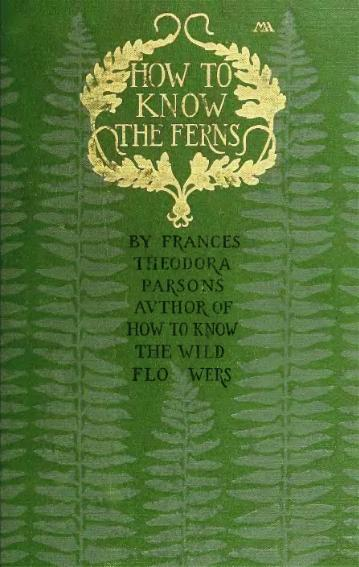
Portada de Com conèixer les falgueres (7a ed)

### Escriptura com la senyora William Starr Dana
- Com conèixer les flors silvestres (1893). Nova York: Charles Scribner's Son's. Il·lustracions de Marion Satterlee i (en la 1a edició) Elsie Louise Shaw. Publicat amb el nom de Mrs. William Starr Dana
- Segons Season (1894). Il·lustració per Elsie Louise Shaw.
- Les plantes i els seus fills (1896). Il·lustracions d'Alice Josephine Smith.

### Escrivint com a Frances Theodora Parsons
- Com conèixer les falgueres (1899). Il·lustració de Marion Satterlee i Alice Josephine Smith. La primera impressió de Toronto: The Publisher's Syndicate Limited; almenys set impressions més, 1899-1925 de Nova York: Charles Scribner's Son's; almenys dues impressions de Nova York: Dover Books; i una impressió, 2005, de Kessinger Publishing.
- Perchance Some Day (1951). Autobiografia, impresa privada.